# Ana de Celje
Ana de Celje (c. 1381-Cracovia, 21 de mayo de 1416) fue reina consorte de Polonia desde 1402 hasta 1416 como la segunda esposa de Jogaila (luego Vladislao II de Polonia), rey de Polonia y gran duque de Lituania (reinado 1387-1434). Su matrimonio fue arreglado para fortalecer los lazos de Jogaila con la dinastía de los Piastas y sus reclamos al trono polaco. El matrimonio fue distante, y durante catorce años Ana sólo tuvo una hija, Eduviges Jagellón, que murió sin descendencia.

## Primeros años y matrimonio
Ana fue la única hija de Guillermo, conde de Celje (1361-1392), y de su esposa, Ana de Polonia (1366-1425), hija del fallecido rey Casimiro III de Polonia. Es probable que Ana haya nacido en el castillo de Celje (en el ducado de Estiria, actualmente Eslovenia), el cual estuvo gobernado por su padre Guillermo, y el primo de éste, Armando II de Celje. Guillermo murió cuando Ana tenía alrededor de diez años de edad. Dos años más tarde, su madre contrajo matrimonio con Ulrico, duque de Teck, y Ana pasó a estar bajo el cuidado de Armando II y su esposa, Ana de Schaunberg, en Celje. Es muy probable que la niña fuera analfabeta, y no hablaba polaco.
La primera esposa de Jogaila, la reina Eduviges I de Polonia, prima segunda de Ana, murió en julio de 1399 por complicaciones en el parto. Jogaila, que provenía de Lituania, se convirtió en el gobernante de un país extranjero sin heredero. Por lo tanto, buscó una esposa de la dinastía de los Piastas con pretensiones al trono polaco para fortalecer las propias y legitimar su gobierno. En 1401, Jogaila envió mensajeros a Celje para pedirle a Armando II la mano de Ana. Armando II estaba emparentado con la fallecida reina Eduviges I por parte de madre: su madre, Catalina de Bosnia, condesa de Celje, era la hermana de la madre de Eduviges, Isabel de Bosnia, reina de Hungría (según algunas fuentes eran primas). Así es como la Casa de Celje estaba emparentada con la de Polonia por ambos lados, y el matrimonio propuesto fortalecería la alianza, haciendo que la Casa de Celje perteneciera a las altas esferas de la nobleza europea. El 16 de julio de 1401, Ana llegó a Cracovia, donde conoció a Jogaila en las puertas de ciudad. Sin embargo, él quedó muy disgustado con su prometida. Según Jan Długosz, Jogaila estuvo furioso con los mensajeros que trajeron a Ana a Polonia por varios años. La boda fue aplazada, citando la necesidad de que Ana aprendiese el idioma polaco. Ella vivió en un monasterio mientras Jogaila viajaba por los territorios orientales de su reino. Regresó en enero de 1402. La boda tuvo lugar el 29 de enero de ese mismo año en la Catedral de Wawel. Por razones desconocidas, la coronación de Ana fue pospuesta por un año, hasta el 25 de febrero de 1403.

## Matrimonio infeliz
El matrimonio fue distante. Había una diferencia de edad de aproximadamente treinta años entre Ana y Jogaila. Se sabe que Ana no era una mujer muy atractiva. El rey viajaba frecuentemente, dejando a su esposa sola en el castillo de Wawel. Ana no era muy ambiciosa y tampoco estaba políticamente activa. Se sabe que era una mujer religiosa y esposa obediente.
En el otoño de 1407, cinco años después de su boda, Ana quedó embarazada. Klemens Moskarzewski, castellano de Wiślica, acusó a la reina de infidelidad marital con Jakub Kobylańesquí y Mikołaj Chrząstowski. Jogaila creyó los rumores y encarceló a Jakub. Durante un congreso en Niepołomice, la nobleza polaca defendió a Ana y las acusaciones fueron descartadas. Un año más tarde, Jogaila acusó a Ana de tener un amorío con Jędrzej Tęczyńesquí, pero esto no llegó a juicio público. En 1411, Mikołaj Kurowski, arzobispo de Gniezno, acusó a la reina de infidelidad otra vez, pero murió antes de que los rumores pudieran ser investigados.

## Maternidad y política
El 8 de abril de 1408, Ana dio a luz a una hija, Eduviges Jagellón. No era el heredero varón que deseaban Jogaila y la nobleza polaca, pero igualmente fortaleció la posición de Ana y se volvió un poco más visible en la política. En febrero de 1410, durante la guerra polaco-lituano-teutónica, Ana estuvo presente cuando Jogaila se encontró con Armando II de Celje. Después de la batalla de Grunwald, Jogaila escribió dos cartas– una a Ana y otra al obispo Wojciech Jastrzębiec. En febrero de 1412, Ana y Jogaila organizaron la boda de Ernesto I de Austria y Cimburgia de Masovia. Después de la boda, Ana y Jogaila viajaron hacia Hungría con motivo de las negociaciones entre el rey y Segismundo de Luxemburgo. Allí, Ana se reencontró con Bárbara de Celje, esposa de Segismundo e hija de Armando II– ambas habían crecido juntas. Aun así, Ana no participó en las negociaciones en Buda entre abril y agosto de 1412.
A principios de 1413, la hija de cinco años de Ana, Edugives, fue oficialmente proclamada heredera al trono polaco durante un congreso en Jedlnia. Esto fue una victoria políticamente importante para Ana. Jogaila, Ana, y Eduviges viajaron hacia Lituania para presentar a la princesa ante la nobleza lituana. Allí, la unión de Horodło fue firmada en octubre de 1413. Ana también visitó Samogitia para presenciar su cristianización; más tarde, envió un informe al concilio de Constanza. A principios de 1415, Ana viajó con Jogaila y en mayo de ese año se encontraron con Alejandro I de Moldavia en Sniatyn. Esta fue la última acción política conocida de la reina.

## Muerte
A finales de 1415, Jogaila viajó hacia Lituania otra vez pero Ana se quedó en Cracovia, quizás ya enferma. En febrero de 1416, un mensajero especial fue enviado para informar a Jogaila de que la reina estaba gravemente enferma. A pesar de las noticias, Jogaila no se dio prisa para regresar a Cracovia. Llegó a la capital en mayo, y Ana falleció unos días después, el 21 de mayo de 1416. Fue enterrada en la catedral de Wawel.